# Майська сільська рада (Іглінський район)
Ма́йська сільська рада (рос. Майский сельский совет) — муніципальне утворення у складі Іглінського району Башкортостану, Росія. Адміністративний центр — село Майський.

## Населення
Населення — 443 особи (2019, 545 в 2010, 581 в 2002).

## Склад
До складу поселення входять такі населені пункти:
| Населений пункт       | Населення, осіб (2002) | Населення, осіб (2010) |
| --------------------- | ---------------------- | ---------------------- |
| Амірово, присілок     | 38                     | 26                     |
| Майський, село        | 361                    | 356                    |
| Новоуфімськ, присілок | 38                     | 22                     |
| Подольський, присілок | 30                     | 23                     |
| Расмікеєво, присілок  | 114                    | 118                    |
| Суражський, присілок  | 0                      | 0                      |